# Sarcophage de sainte Quitterie
Le sarcophage de sainte Quitterie est un cercueil en marbre blanc de Saint-Béat de la fin de l'époque romaine, situé dans la crypte de l'église Sainte-Quitterie d'Aire sur l'Adour, dans le département français des Landes. Il est classé aux monuments historiques au titre d'objet le 4 juillet 1903.

## Description
Les dimensions du sarcophage sont de 2 m 12 de longueur . Orné de sculptures que l'on pense remonter au IVe ou au Ve siècle, il aurait, d'après la tradition, contenu les reliques de Quitterie jusqu'au XVIe siècle. Sa façade, son couvercle et ses bas-côtés sont sculptés de scènes de l'Ancien et du Nouveau Testament,.

### Bas-côtés du sarcophage
Sur les bas-côtés droit et gauche, sont représentés respectivement le songe de Jonas et le moment où il est jeté à l'eau par ses compagnons de navigation.

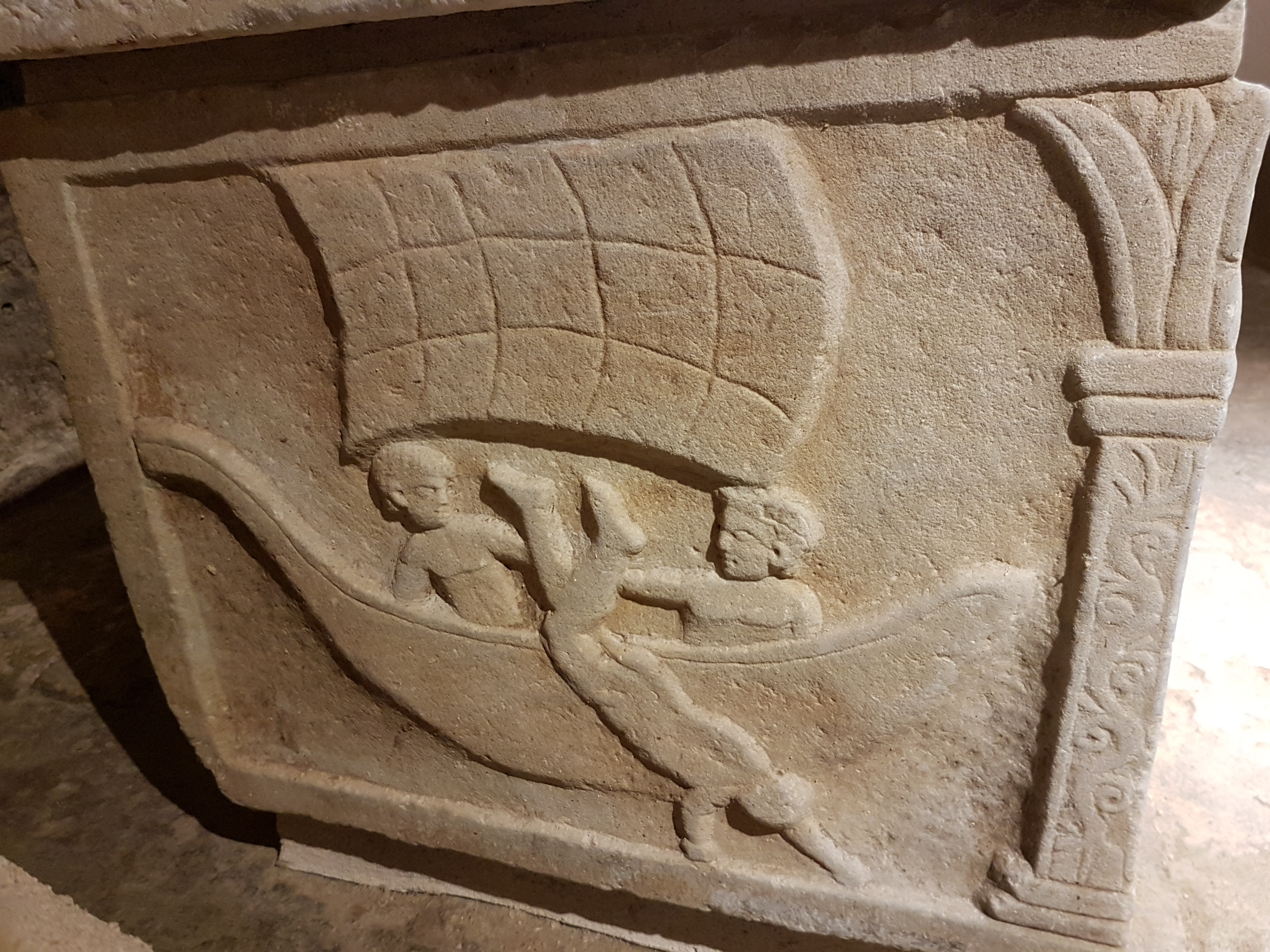
Jonas jeté à l'eau
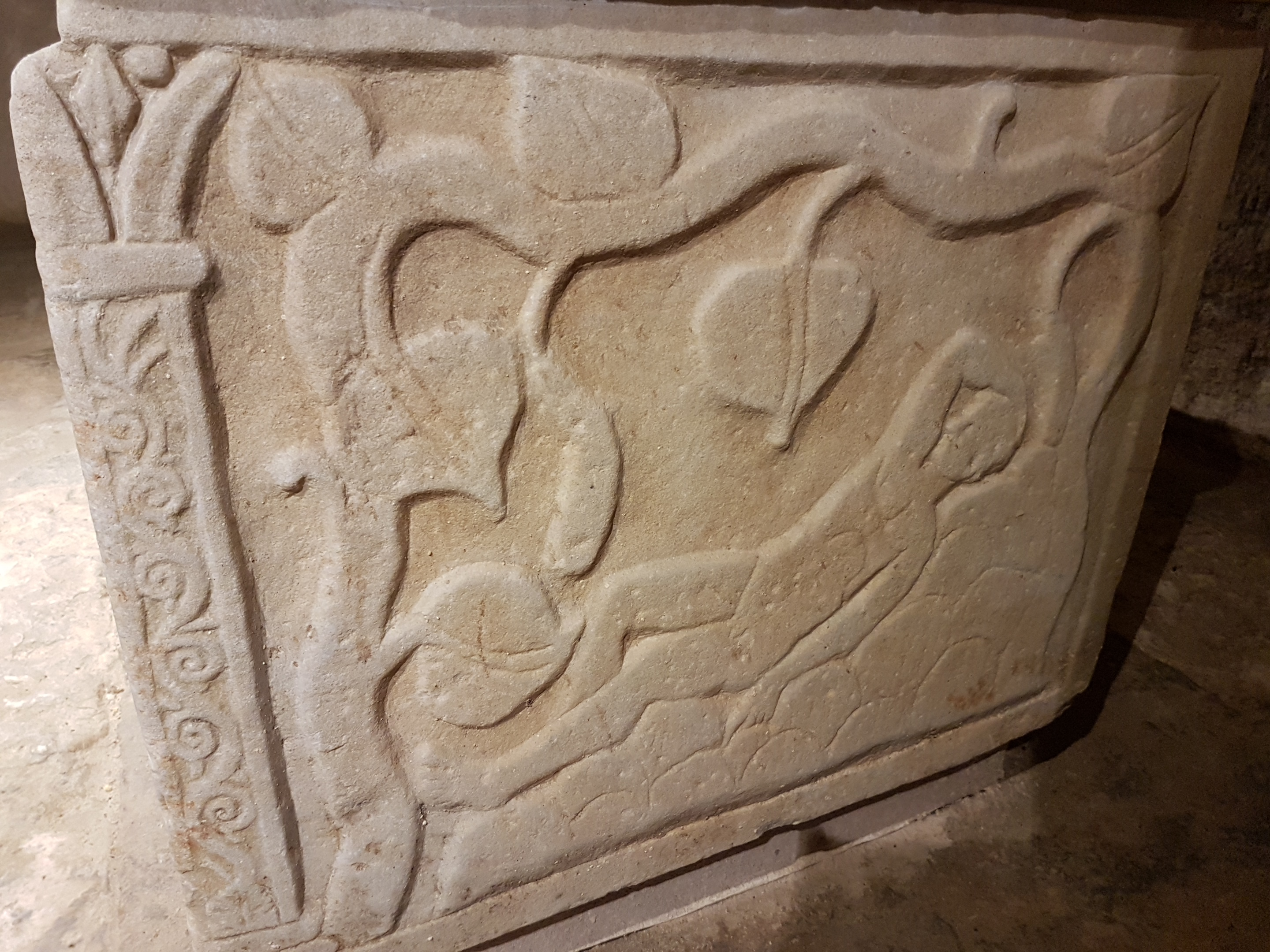
Le songe de Jonas

### Couvercle du sarcophage
Tout à gauche est représenté le sacrifice d'Abraham : il lève la main sur Isaac à droite, portant une épée courte à deux tranchants telle celle que portaient les soldats romans, mais voit apparaître un bélier à gauche. Le visage d'Abraham exprime une certaine surprise. Les deux personnages portent une tunique relevée à la ceinture, selon l'usage des travailleurs ou des voyageurs ; leur position correspond à celle des exécutions capitales chez les Romains. Le sacrifice d'Abraham est couramment représenté dans l'art chrétien comme figure de celui de Jésus-Christ.
À sa droite, la guérison du paralytique représente l'infirme guéri par Jésus-Christ portant son grabat, la tête enfoncée entre les mailles.
Le cartouche au centre de la composition est laissé vide pour une possible inscription votive ou le nom du défunt.
Sur la droite, on voit Jonas régurgité par le monstre marin. Celui-ci est représenté avec une élégante courbe, la volute de la queue produisant un bel effet de lumière. Jonas étend les bras devant lui pour se cramponner à la terre ferme.
Enfin l'extrême droite est occupée par l'épisode de Tobie et le poisson : dans une scène rarement représentée, Tobie, couvert d'un simple linge noué autour des reins, plonge sa main droite dans la gueule du poisson pour en retirer les entrailles qui délivreront Sara d'un démon. Cet épisode est un symbole de la vertu de Jésus-Christ ; la forme du poisson est d'ailleurs celle du symbole ichthus et non d'un monstre marin,.
La composition générale est marquée par une progression des personnages vers le centre : les deux scènes de gauche sont orientées vers la droite et les deux scènes de droite vers la gauche. Les deux angles du couvercle sont occupées par des têtes ailées de Mercure, dieu psychopompe, représentation courante sur les sarcophages païens de cette période. La présence de motifs païens s'explique peut-être par le fait que les artistes étaient souvent des nouveaux convertis réutilisant des symboles anciens.

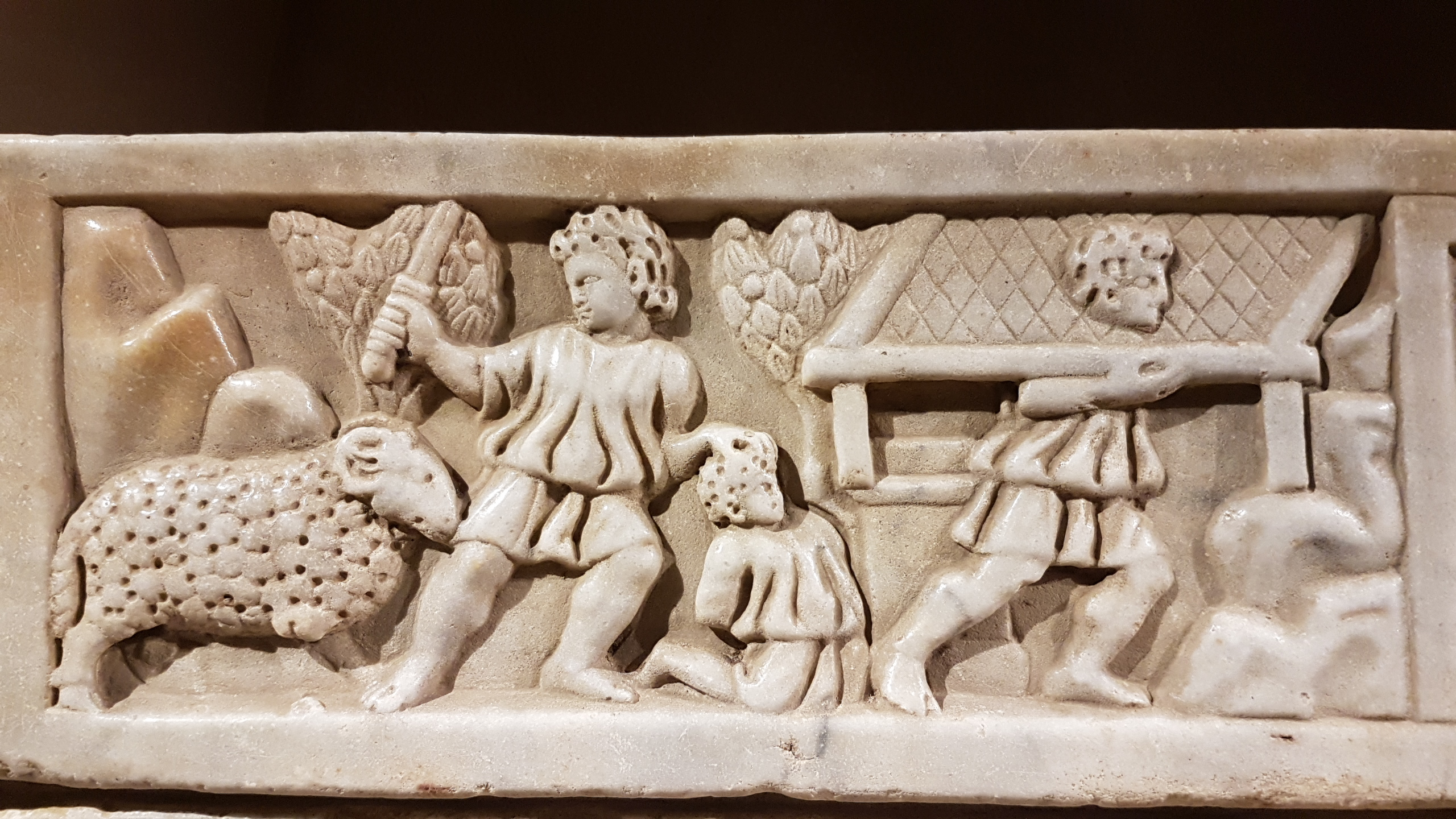
Le sacrifice d'Abraham et la guérison du Paralytique.
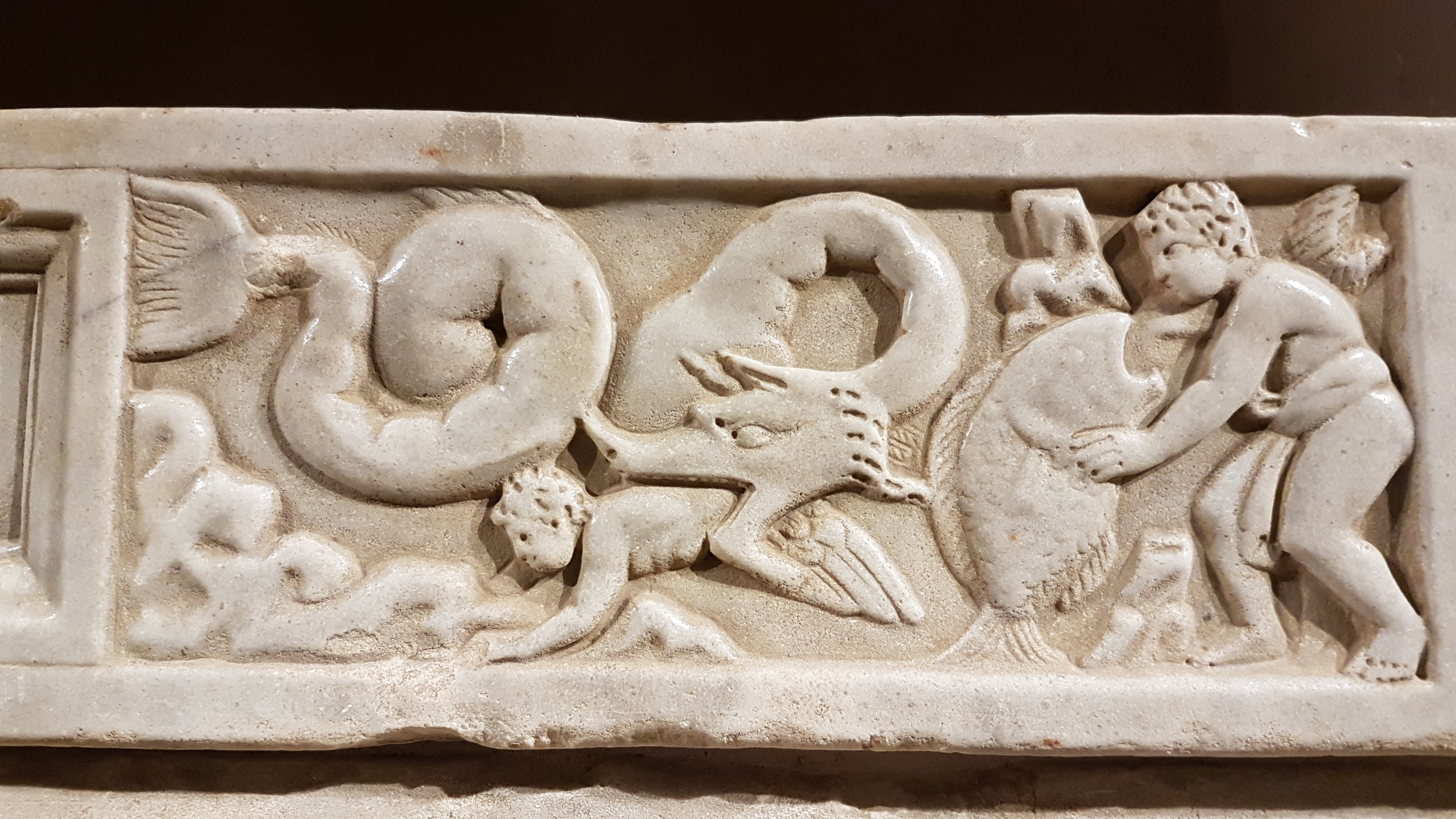
Jonas régurgité par le monstre marin, Tobie et le poisson

### Façade du sarcophage
La scène la plus à droite représente, selon les interprétations, Jésus soignant un possédé ou Adam élevé à l'état de grâce. Dans le second cas, il s'agit d'une scène extrêmement rare.
À gauche de cette scène, Adam et Ève désobéissent à Dieu : tous deux étendent le bras pour saisir le fruit défendu sur l'arbre à la base duquel est enroulé le serpent.
Au centre du sarcophage est représentée la parabole du Bon Pasteur, dans une composition symétrique : le pasteur porte sur ses épaules la brebis qu'il est allé rechercher et se tient entre deux femmes, dont une tient devant elle un enfant. La parabole du Bon Pasteur est une allégorie du Christ sauvant le monde et les personnes qui l'accompagnent pourraient représenter l'Église.
Plus à gauche, Daniel est dressé au milieu des lions. 
Enfin à l'extrême gauche, Jésus ressuscite Lazare, symbole de la résurrection des corps à la fin des temps. Lazare est représenté devant une construction dont on ne voit que l'entrée. Le visage de Jésus, comme celui de plusieurs autres personnages, a été mutilé. 

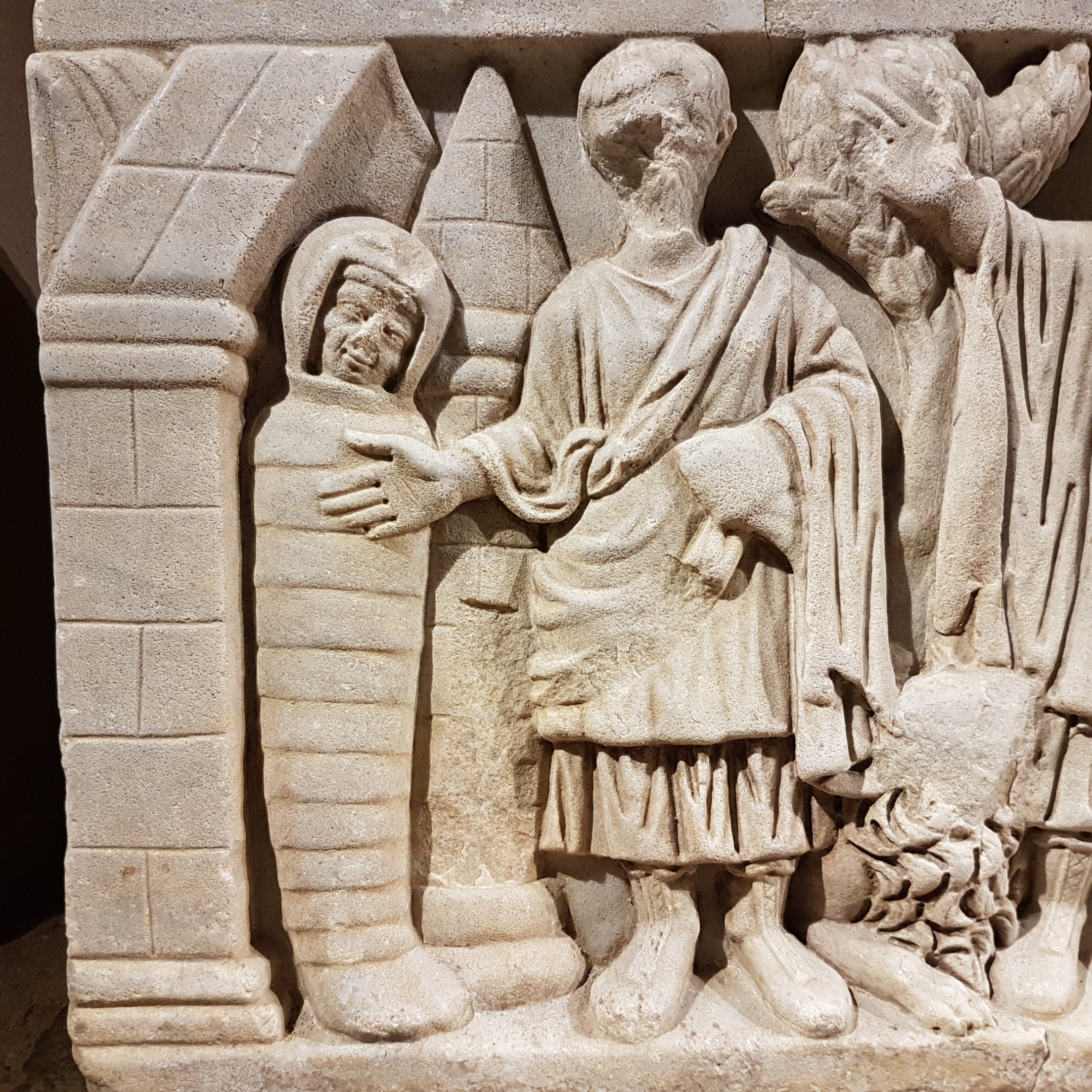
La résurrection de Lazare
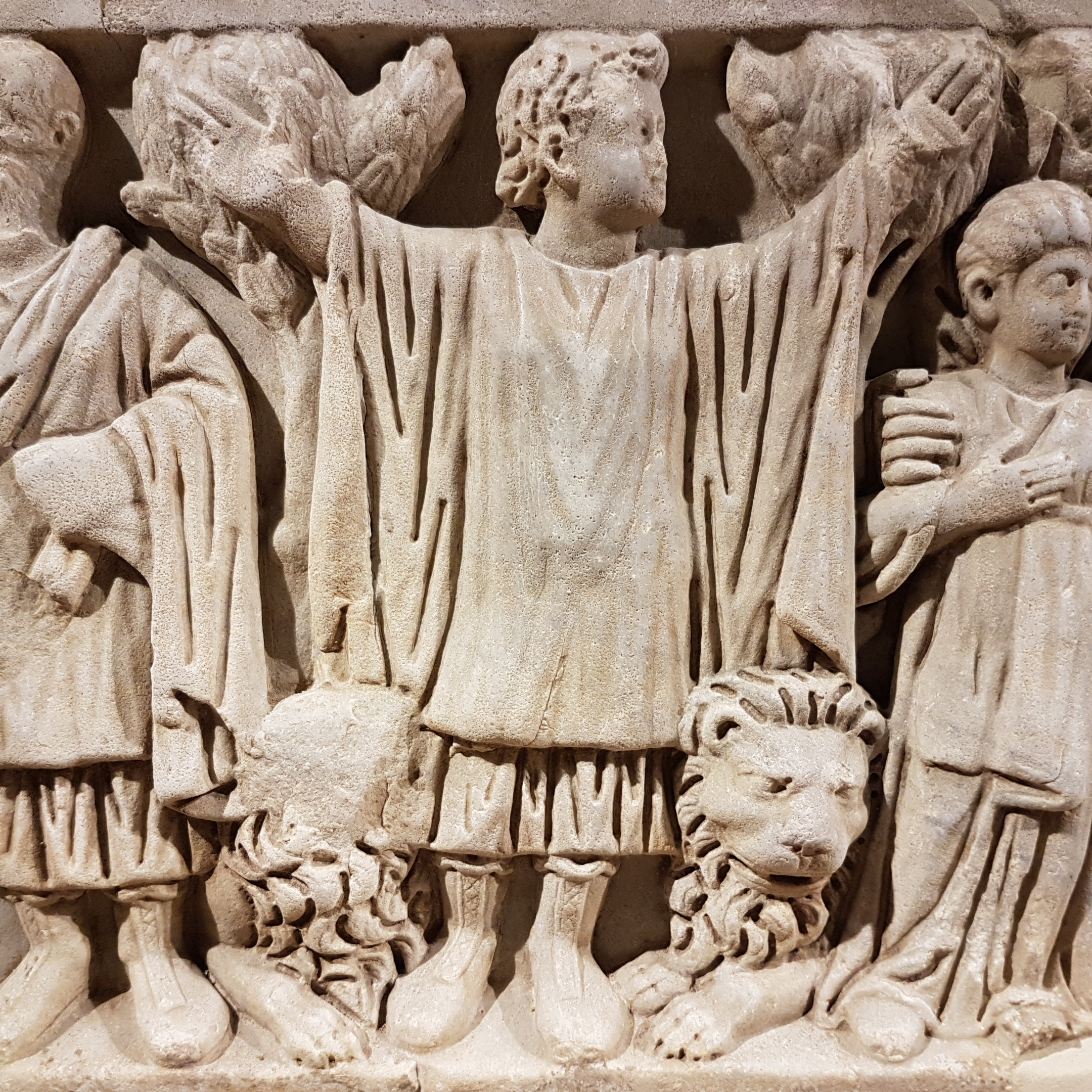
Daniel et les lions
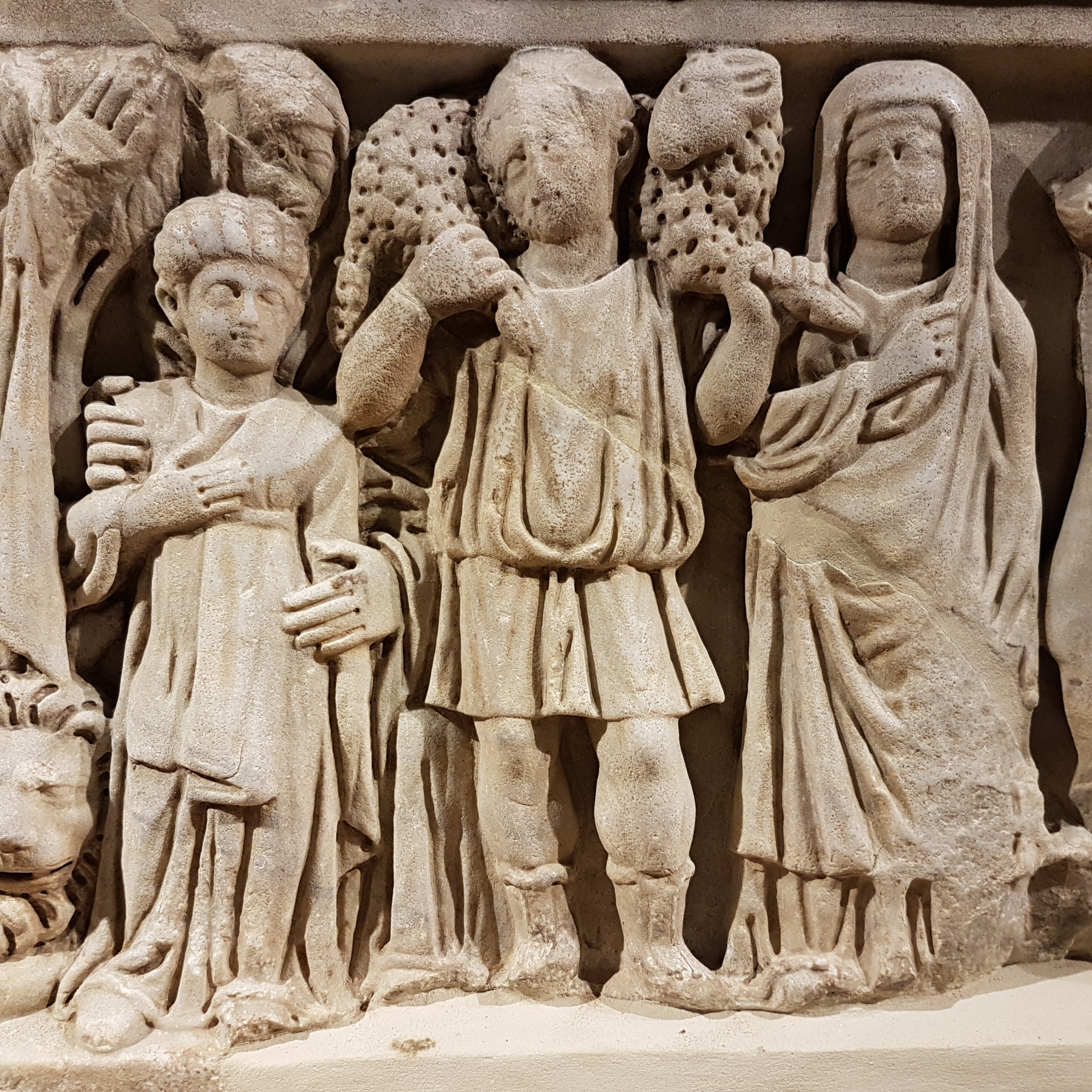
La parabole du Bon Pasteur
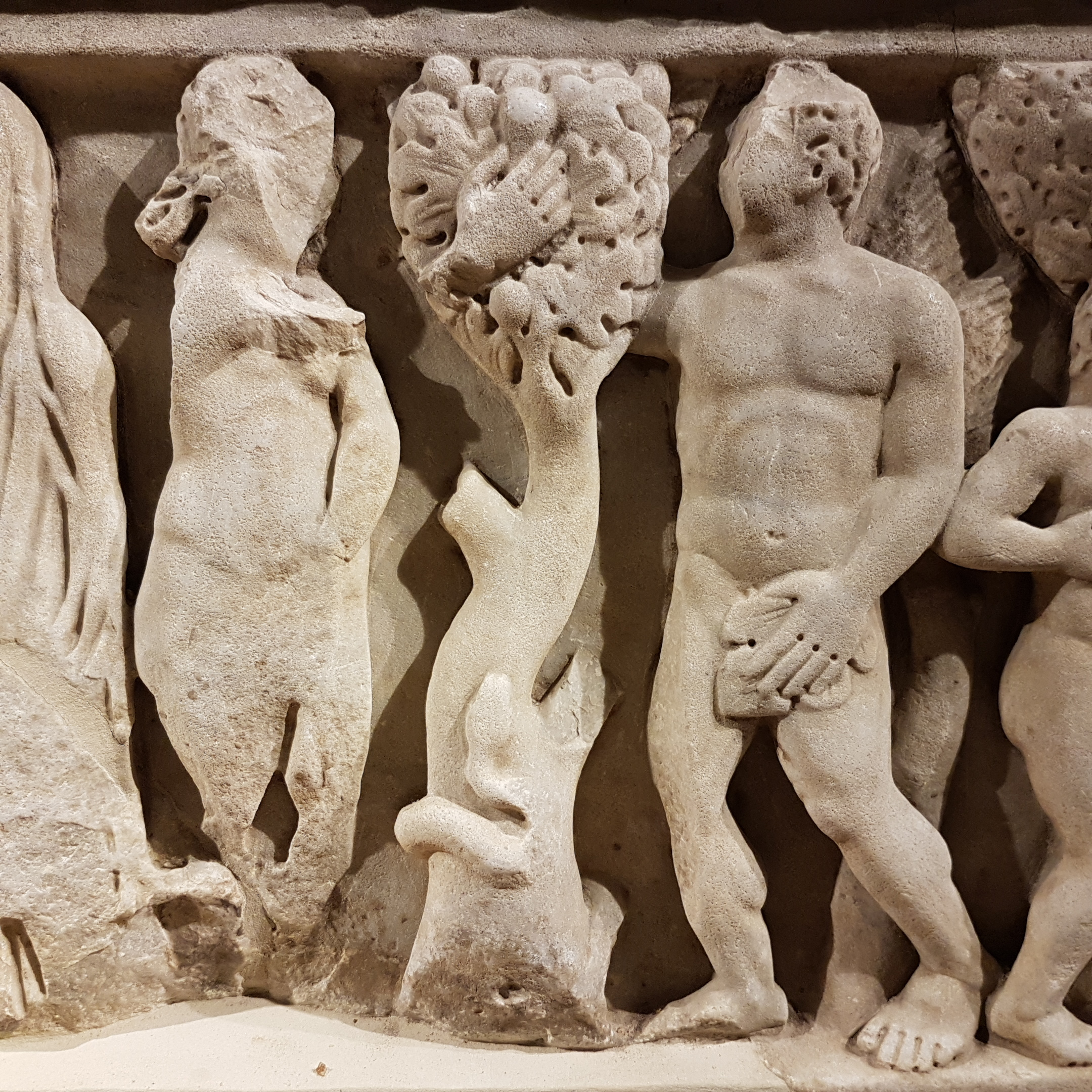
Adam et Ève
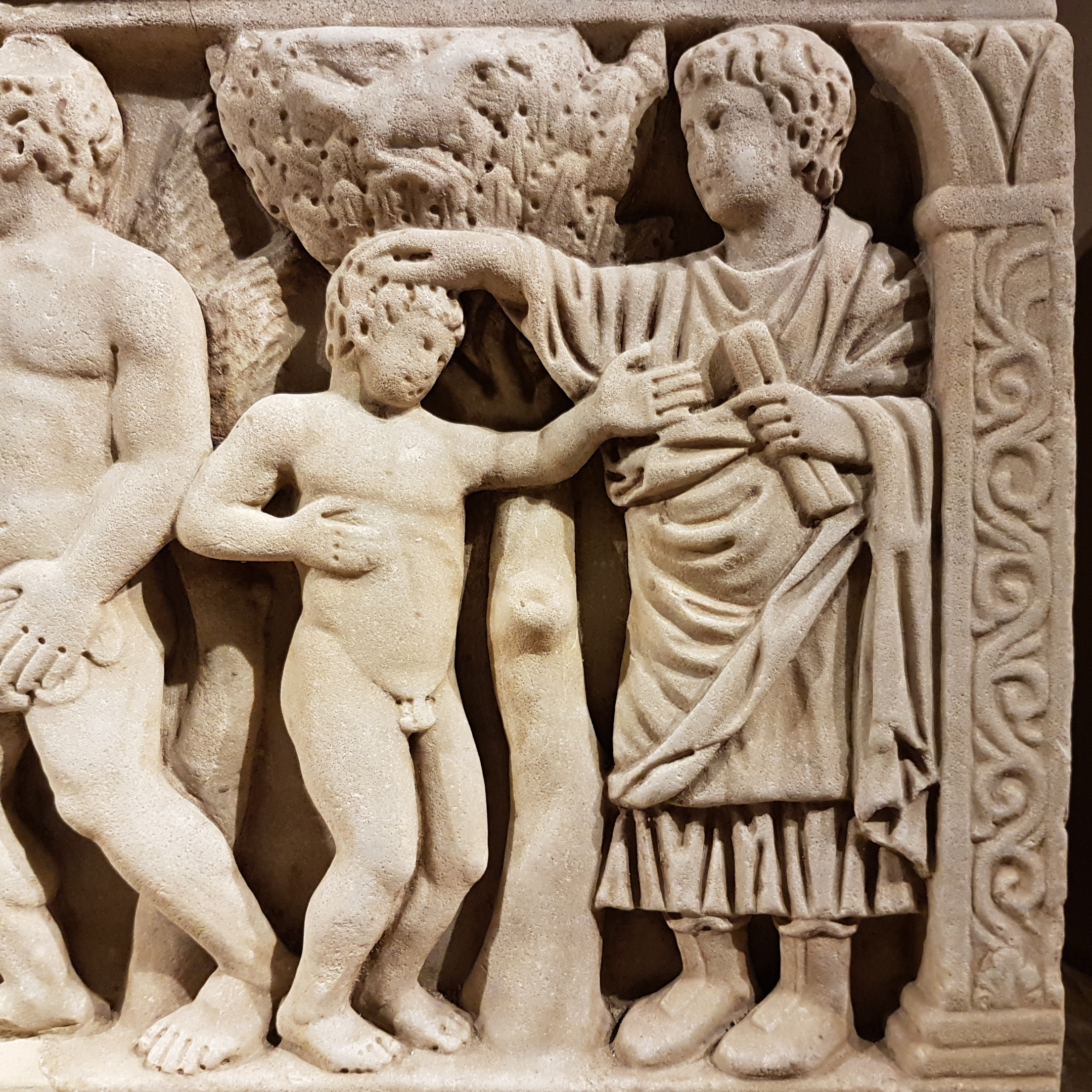
Jésus soignant un possédé ou Adam élevé à l'état de grâce